# Panta Rei (album)
Panta Rei je peti studijski album novosadskog kantautora Đorđa Balaševića. Objavljen je 1988. godine.

## Popis pjesama
1. Soliter (2:59)
2. Neki se rode kraj vode (3:40)
3. Oni (3:54)
4. Šansona (4:51)
5. Nemam ja ništa s tim (5:36)
6. Starim (6:13)
7. Čekajući Montenegroexpres (3:32)
8. Jednom (4:43)
9. Requiem (5:53)